# لافينغ (نيومكسيكو)
لافينغ (بالإنجليزية: Loving, New Mexico)‏ هي منطقة سكنية تقع في الولايات المتحدة في مقاطعة إدي، نيومكسيكو. يقدر عدد سكانها بـ 1,326 نسمة ومساحتها 2.9 كم2 وترتفع عن سطح البحر 930 متر.

## التركيبة السكانية
حدّد مكتب تعداد الولايات المتحدة بيانات التركيبة السكانية للافينغ في تعداد الولايات المتحدة. في ما يلي، التركيبة السكانية حسب تعدادي 2000 و2010.

### تعداد عام 2000
بلغ عدد سكان لافينغ 1,326 نسمة بحسب تعداد عام 2000، وبلغ عدد الأسر 441 أسرة وعدد العائلات 339 عائلة مقيمة في القرية. في حين سجلت الكثافة السكانية 436.2 نسمة لكل كيلومتر مربع (1,129.8/ميل2). وبلغ عدد الوحدات السكنية 516 وحدة بمتوسط كثافة قدره 169.7 لكل كيلومتر مربع (439.5/ميل2).
وتوزع التركيب العرقي للقرية بنسبة 57.69% من البيض و0.30% من الأمريكيين الأفارقة و1.58% من الأمريكيين الأصليين و36.88% من الأعراق الأخرى و3.54% من عرقين مختلطين أو أكثر و78.28% من الهسبانيون أو اللاتينيون من أي عرق.
بلغ عدد الأسر 441 أسرة كانت نسبة 47.6% منها لديها أطفال تحت سن الثامنة عشر تعيش معهم، وبلغت نسبة الأزواج القاطنين مع بعضهم البعض 58.5% من أصل المجموع الكلي للأسر، ونسبة 12% من الأسر كان لديها معيلات من الإناث دون وجود شريك،  بينما كانت نسبة 6.3% من الأسر لديها معيلون من الذكور دون وجود شريكة وكانت نسبة 23.1% من غير العائلات. تألفت نسبة 21.5% من أصل جميع الأسر من عدة أفراد يعيشون في نفس المنزل ونسبة 10% كانت تتألف من شخص يعيش بمفرده يبلغ من العمر 65 عاماً أو أكثر. وبلغ متوسط حجم الأسرة المعيشية 3.01، أما متوسط حجم العائلات فبلغ 3.49.
بلغ العمر الوسطي للسكان 31.2 عاماً. وكانت نسبة 34.6% من القاطنين تحت سن الثامنة عشر، وكانت نسبة 8.1% بين الثامنة عشر والرابعة والعشرين عاماً، ونسبة 26.1% كانت واقعةً في الفئة العمرية ما بين الخامسة والعشرين والرابعة والأربعين عاماً، ونسبة 19.3% كانت ما بين الخامسة والأربعين والرابعة والستين، ونسبة 11.8% كانت ضمن فئة الخامسة والستين عاماً فما فوق. يوجد لكل 100 أنثى 101.2 ذكر، ويوجد لكل 100 أنثى في الثامنة عشر من عمرها فما فوق 105.0 ذكر.
بلغ متوسط دخل الأسرة في القرية 22,414 دولارًا، أما متوسط دخل العائلة فبلغ 25,132 دولارًا. وكان متوسط دخل الذكور 25,000 دولارًا مقابل 16,250 دولارًا للإناث. وسجل دخل الفرد الخاص بالقرية 10,715 دولارًا. وكانت نسبة 23.5% من العائلات ونسبة 24% من السكان تحت خط الفقر، وكان من هؤلاء نسبة 27.4% تحت سن الثامنة عشر ونسبة 25.5% في الخامسة والستين من العمر وما فوق.

### تعداد عام 2010
بلغ عدد سكان لافينغ 1,413 نسمة بحسب تعداد عام 2010، وبلغ عدد الأسر 487 أسرة وعدد العائلات 375 عائلة مقيمة في القرية. في حين سجلت الكثافة السكانية 464.8 نسمة لكل كيلومتر مربع (1,203.8/ميل2). وبلغ عدد الوحدات السكنية 541 وحدة بمتوسط كثافة قدره 178 لكل كيلومتر مربع (461.0/ميل2).
وتوزع التركيب العرقي للقرية بنسبة 63.48% من البيض و1.13% من الأمريكيين الأفارقة و2.55% من الأمريكيين الأصليين و0.21% من الأمريكيين ذوي الأصول الآسيوية و29.23% من الأعراق الأخرى و3.40% من عرقين مختلطين أو أكثر و77.21% من الهسبانيون أو اللاتينيون من أي عرق.
بلغ عدد الأسر 487 أسرة كانت نسبة 41.7% منها لديها أطفال تحت سن الثامنة عشر تعيش معهم، وبلغت نسبة الأزواج القاطنين مع بعضهم البعض 52.2% من أصل المجموع الكلي للأسر، ونسبة 16.6% من الأسر كان لديها معيلات من الإناث دون وجود شريك،  بينما كانت نسبة 8.2% من الأسر لديها معيلون من الذكور دون وجود شريكة وكانت نسبة 23% من غير العائلات. تألفت نسبة 18.9% من أصل جميع الأسر من عدة أفراد يعيشون في نفس المنزل ونسبة 7.8% كانت تتألف من شخص يعيش بمفرده يبلغ من العمر 65 عاماً أو أكثر. وبلغ متوسط حجم الأسرة المعيشية 2.90، أما متوسط حجم العائلات فبلغ 3.29.
بلغ العمر الوسطي للسكان 34.9 عاماً. وكانت نسبة 29.3% من القاطنين تحت سن الثامنة عشر، وكانت نسبة 10.1% بين الثامنة عشر والرابعة والعشرين عاماً، ونسبة 22.9% كانت واقعةً في الفئة العمرية ما بين الخامسة والعشرين والرابعة والأربعين عاماً، ونسبة 26.4% كانت ما بين الخامسة والأربعين والرابعة والستين، ونسبة 11.3% كانت ضمن فئة الخامسة والستين عاماً فما فوق. وتوزع التركيب الجنسي للسكان بنسبة 50.4% ذكور و49.6% إناث.

## أعلام
- أل مونتجومري